# Proales gigantea
Proales gigantea är en hjuldjursart som först beskrevs av Glascott 1893.  Proales gigantea ingår i släktet Proales och familjen Proalidae. Inga underarter finns listade i Catalogue of Life.